# Proleucinodes
Proleucinodes és un gènere d'arnes de la família Crambidae descrit per Hahn William Capps el 1948

## Taxonomia
- Proleucinodes impuralis (C. Felder, R. Felder & Rogenhofer, 1875)
- Proleucinodes lucealis (C. Felder, R. Felder & Rogenhofer, 1875)
- Proleucinodes melanoleuca (Hampson, 1913)
- Proleucinodes xylopastalis (Schaus, 1912)